# هرش ۱۴۲۱۴
سیارک ۱۴۲۱۴ (به انگلیسی: 14214 Hirsch، نامگذاری:1999RP86) چهارده هزار و دویست و چهاردهمین سیارک کشف شده‌است که در ۷ سپتامبر ۱۹۹۹ کشف شد.
قدر مطلق سیارک برابر ۱۴٫۶ است.